# Concana mundissima
Concana mundissima är en fjärilsart som beskrevs av Walker 1857. Concana mundissima ingår i släktet Concana och familjen nattflyn. Inga underarter finns listade i Catalogue of Life.